# Kanton Audincourt
 Audincourt is een kanton van het Franse departement Doubs. Het kanton maakt deel uit van het arrondissement Montbéliard.    

In 2020 telde het 29.503 inwoners.

## Gemeenten
Het kanton Audincourt omvatte tot 2014 de volgende 5 gemeenten:
- Arbouans
- Audincourt (hoofdplaats)
- Courcelles-lès-Montbéliard
- Dasle
- Taillecourt

Na de herindeling van de kantons door het decreet van 25 februari 2014 met uitwerking op 22 maart 2015 omvat het volgende 9 gemeenten:
- Arbouans
- Audincourt (hoofdplaats)
- Badevel
- Dampierre-les-Bois
- Dasle
- Hérimoncourt
- Seloncourt
- Taillecourt
- Vandoncourt